# 戴恩縣
戴恩县（英語：Dane County）是位于美国威斯康辛州南部的一个郡，县治麥迪遜。

## 城市
- 麥迪遜（縣治）
- 桑普萊利
- 菲奇堡
- 密德頓（英语：Middleton, Wisconsin）
- 維羅納（英语：Verona, Wisconsin）
- 斯托頓（英语：Stoughton, Wisconsin）
- 摩諾納（英语：Monona, Wisconsin）